# Просяк, Семён Израилевич
Семён Изра́илевич Прося́к (20 февраля 1931, Жашков, СССР — 4 марта 2018, Галле, Германия) — советский, украинский и немецкий фотограф. Известен как автор серии фотографий «Седнев» с видами села Седнев конца 1970-х годов.

## Биография
Семен Просяк родился в 1931 году в городе Жашкове Украинской ССР. Родители были фотографами. Во время Великой Отечественной войны, Семён Просяк два года провёл в концентрационном лагере. Окончил инженерно-строительный техникум, позднее получил специальность сотрудника фото-лаборатории. Работал фотолаборантом и ретушёром в Фотохудожественном комбинате Днепропетровска. С 1978 году посещал фото-клуб «Днепр», в те же годы создал большую серию фотографий украинского села Седнева, представленную в 1980 году на первой персональной выставке. В 1997 году Семён Просяк эмигрировал в Германию, проживал в городе Галле.

## Творчество
Исследователи подразделяют творчество Семёна Просяка на три этапа: фотографии Днепропетровска, представляющего собой классические репортажные снимки; фотографии Седнева, где отражены виды уходящей натуры, и фотографии, сделанные после переезда в Германию в Галле и его окрестностях.
Его работы Просяка находятся в музеях и частных коллекциях многих стран мира, в том числе более сотни — в собрании Мультимедиа-арт-музей, а также в Музее изобразительных искусств имени Пушкина. В 2022 году немецкое издательство Mitteldeutscher Verlag выпустило альбом фотографий Семёна Просяка, получивший положительные отклики со стороны критиков.

## Восприятие
Уже после первой персональной выставки в 1980 году творчество Семёна Просяка было отмечено обширной рецензией в главном фотожурнале СССР «Советское фото». Её автор П. Кайгородцев, в частности, писал: 
Техника здесь достаточно высока, чтобы мы про неё забыли, главным становится то, о чём хотел сказать автор […] Семён Просяк в данном случае показал себя прямым продолжателем традиций С. Лобовикова, Ю. Ерёмина, С. Иванова-Аллилуева, но, что не менее важно, не потерял острого чувства современности.П. Кайгородцев

Рецензент вышедшего в Германии фотоальбома Семёна Просяка Ральф Юльке писал: 
И, наверное, именно так и действовал Семен Просяк: осторожно. И тем самым очень похоже на то, что делали в свое время великие фотографы-документалисты из Восточной Германии, чьи тома фотографий сегодня рассказывают о молчаливой стране, не существовавшей в таком виде в официальной пропаганде и СМИ.Оригинальный текст (нем.)Und wahrscheinlich ist Semjon Prosjak tatsächlich so vorgegangen: behutsam. Und damit ganz ähnlich, wie es auch die großen Dokumentarfotograf/-innen aus Ostdeutschland einst machten, deren Fotobände heute von einem stillen Land erzählen, das es so in der offiziellen Propaganda und der Medienberichterstattung nicht gab.Ральф Юльке.